# 쿠루병
쿠루병(Kuru)은 프리온에 의해 발생되는 것으로 추정되는 질병이다. 포레족 언어로 '공포에 떨다'라는 뜻인 쿠루라는 말에서 유래되었다.
(구루병과 쿠루는 이름이 비슷하나, 엄연히 다른병이다)
또한 이 프리온은 크로이츠펠트야코프병 , 스크래피 ,광우병 등의 원인이기도 하다.

## 원인
파푸아뉴기니의 동부 고원지대에 거주하던 포레족의 여성들이 부족 내로 들어오는 동물성 단백질을 모두 섭취하던 남성들에 비해 현저히 모자라던 동물성 단백질을 섭취하기 위하여 만들어낸 장례문화인 식인 문화에서 이 질병이 발견되었으며, 감염성 높은 뇌조직 혹은 성기나 내부 장기등을 섭취하거나 상처 접촉으로 인해 발병된다고 추정된다.
또한 주로 식인은 여성들이 하였기에 주로 여성들에게 이 쿠루가 많이 발견되었으며, 주된 감염경로인 뇌를 먹을수 있는 권한이 있는 죽은 사람의 가족과 친척들이 뇌를먹고 이 쿠루에 주로 걸렸다고 한다
책 인류의 기원 (이상희, 윤신영)에 따르면, 여성들이 시신을 손질하는 도중에 옆에서 구경하는 아이들도 먹었다고 한다

## 증상
이 병에 걸리면 첫달에는 비틀거림과 걷거나 뛰는데에영향을 주는 가벼운 운동장애
둘째 달에는 언어장애와 진전 , 무정위운동 등의 현상을 보인다
이후 세번째 달이 되면 무력증, 두통, 관절통증, 다리경련 등의 현상을 동반하게 되어 거의 완전히 무력한 상태가 된다.
또한, 프리온 단백질로 인한 뇌의 손상으로 인해 온몸을 떨고, 얼굴 근육을 의지대로 움직일 수 없어 마치 웃음을 짓는 듯한 모습을 보이다가 죽게 된다.(이에 따라 쿠루를 연구하던 가이듀섹 박사는 쿠루를 웃는죽음 이라 표현하였다)